# 大東輿地図

『大東輿地図』(1861)

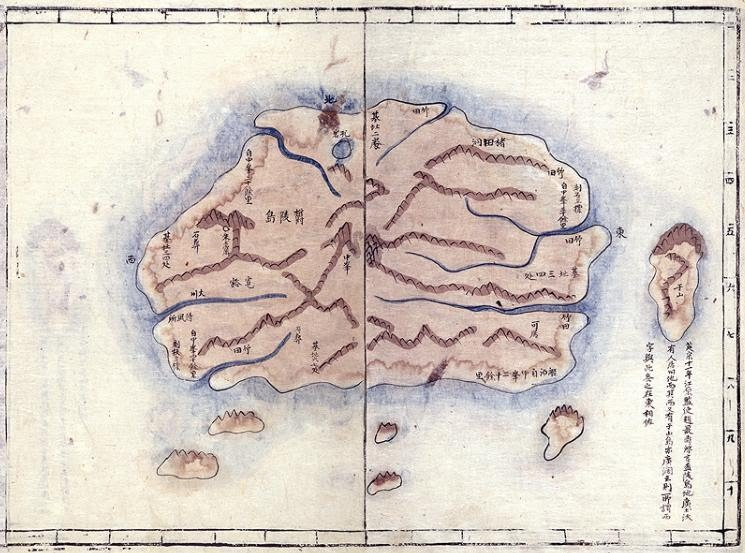
『大東輿地図』の鬱陵島詳細図。東に隣接する島には于山と記されている。

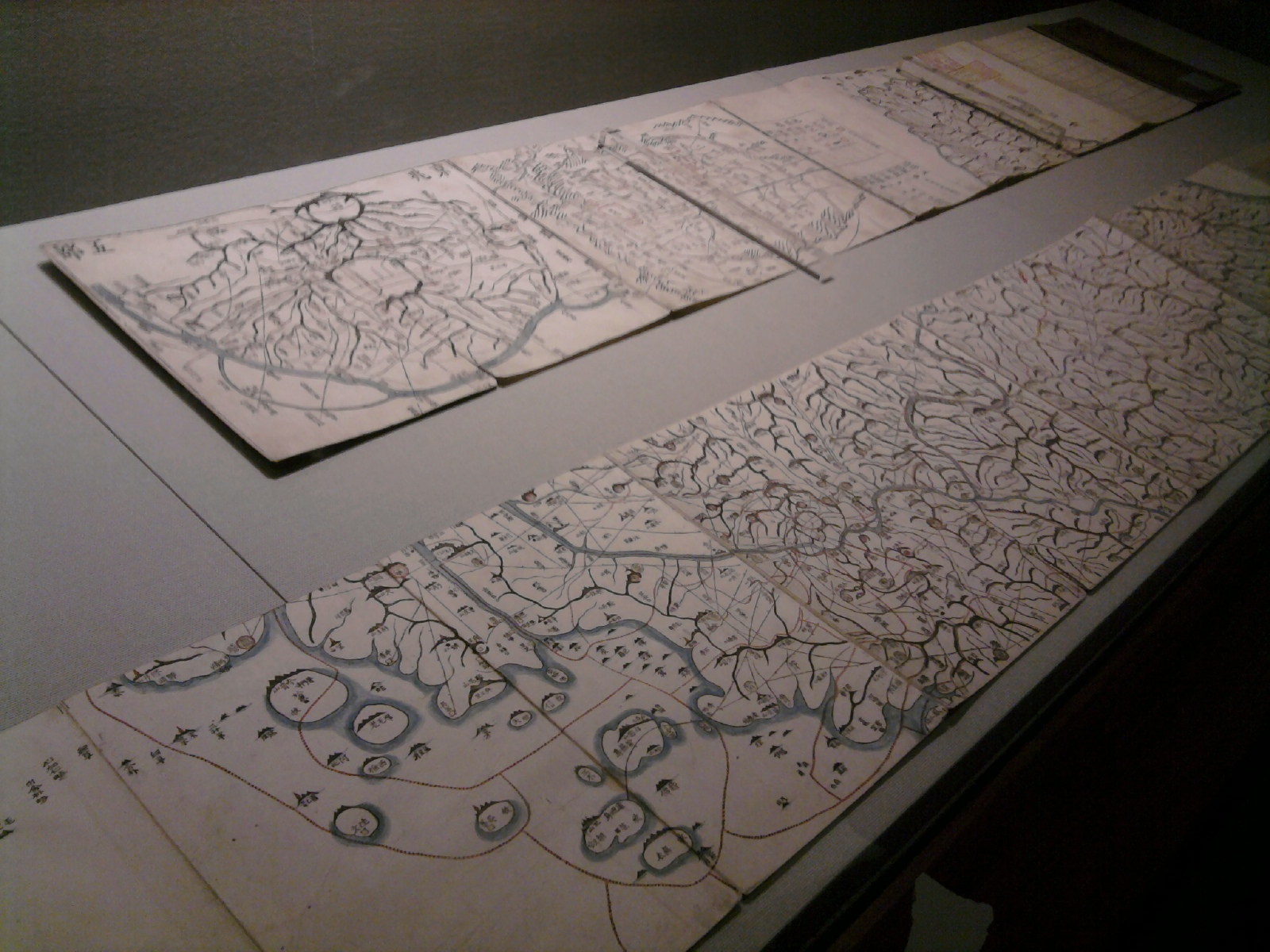
『大東輿地図』

『大東輿地図』（だいとうよちず）は、金正浩が1861年に完成した李氏朝鮮の全国地図である。姉妹編に『青丘図』2巻と『大東地志』32巻がある。

## 概要
木版で22貼、16万2000分の1に縮小された朝鮮半島全域が、中江鎮が少し北にぶれているのと鬱陵島が実際より南に描かれているのを除けば、ほぼ正確に描かれている。
金正浩自身が30余年間全国を歩き完成させたとされる。研究では、半島全てを踏破するのは信じがたくそれ以前の地図を参考に補填・修正を加えて作成されたとしている。しかし、それまでの地図には見られなかった地形表示法の開発、詳細な山河網の記入などは勿論、行政区域ではなく、座標を用いたことが新しい。冊子を全てつなぐと横3メートル、縦7メートルにもなる。
地図には、山脈、河川、島嶼、港口、航路、行政区の境界、交通網、通信、史跡などが示されている。李氏朝鮮の地図のなかでは最高傑作と評され、前近代の歴史・地理研究に資するところが大きい。

『大東輿地図』は『青邱図』を元に作られたのであるが、『青邱図』が南北100里、東西70里に対し、『大東輿地図』は南北120里、東西80里となっている。『青邱図』に比べて山筋と河川網が非常に正確に記されていて、実際の旅においてより実用的になった。さらに持ち運びのよい90万分の1の『大東輿地全図』も木版刊行した。朝鮮交易を行う対馬藩の宗氏に対して朝鮮が官職を与えるなどしていたことから、この地図には対馬が記載されているが、位置や形状等は不正確である。
『大東輿地図』は大韓民国指定宝物第850号に指定され、誠信女子大学、ソウル歴史博物館、居昌博物館（慶尚南道有形文化財第275号）に所蔵されている。

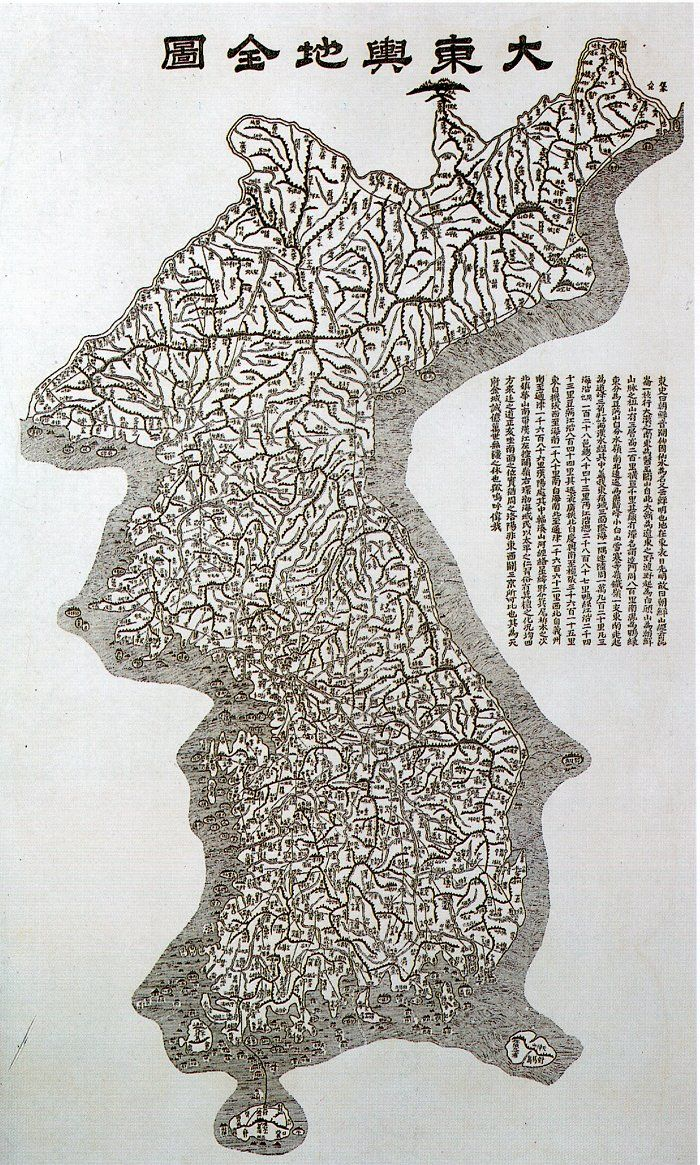
『大東輿地全図』（1861）。対馬が追加されている。

## 紙幣
韓国銀行は2007年12月に2009年から流通させる最高額面の100,000ウォン紙幣に朝鮮の独立指導者の金九の肖像とともに、この地図を使うことを発表していた。しかし2009年1月に発行計画は中止された。これは金九が南北統一政府の樹立を主張していたことから、保守系の李明博政権が嫌っているから見送られたとの指摘もある。

## 『大東輿地図』と領土問題
中国との間でしばしば係争地として持ちあがる「間島」（現在の中華人民共和国延辺朝鮮族自治州）が、この地図には記されていないため、「朝鮮王朝側も清国の間島領有を認めていた」とする中国側に有利な証拠となっている。
『大東輿地図』の鬱陵島詳細図の東隣には「于山」と書かいた島が描かれている。島の形状、大きさ、位置関係から現在の竹嶼に近いが、韓国ではこの島を日本と領有権問題になっている竹島（韓国名：独島）だとしている。